# 小林ひろ美
小林 ひろ美（こばやし ひろみ、1964年3月11日 - ）は、株式会社美・ファイン研究所代表。
母は小林照子。

## 人物
共働きの両親を持ち、小学校を3回転校した。高校在学中にダブルスクールで山野美容専門学校通信科を卒業する。美容師国家試験は受験しなかった。
日本大学芸術学部映画学科入学後、21歳でアメリカへ留学。ブラジル人と結婚して長男を出産し、その後離婚。
大学卒業後、輸入業、翻訳や企業の通訳業等を経て美容研究家である母・小林照子と株式会社美・ファイン研究所を設立。
海外での生活体験を生かし、トータルな視点からの心地良い生活情報を提供。身近な物を使ったアイデア溢れる美容法にも定評がある。
株式会社美・ファイン研究所主宰、リバイタライズサロンクリームディレクター、フロムハンドメイクアップアカデミー（美容師養成施設ではない）と青山ビューティ学院高等部の特別講師を務めている。
美容師免許は取得していない。

## 著書
- 『キレイ&リラックス　おうちでできるかんたんエステ』成美堂出版　2005年　ISBN 9784415030944
- 『肌が10才若返る!朝美容　夜美容』メディアファクトリー　2007年　ISBN 9784840120944
- 『完璧肌を作り出す!毛穴美人のススメ』ワニブックス　2007年　ISBN 9784847017100
- 『スプーン1本!小顔マッサージ』主婦と生活社　2008年　ISBN 9784391136692
- 『ねてるまエステ 〜眠り時間でキレイになる〜』　泰文堂　2009年　ISBN 9784803001709
- 『おうちでできる！自然派エステ』洋泉社　2009年　ISBN 9784862484659
- 『小林ひろ美のすべてがつまった美肌図鑑』ワニブックス　2011年　ISBN 9784847019838
- 『小林ひろ美の10秒美肌マジック』青春出版　2011年
- 『肌がみるみる蘇る 乳液一本美顔術』だいわ文庫 2012年
- 『今から始めれば大丈夫　小林ひろ美流　毎日3分美肌ケア』主婦の友社　2013年
- 『小林ひろ美の1日中どこでも　24時間美容』ワニブックス　2013年
- 『美容のこたえ』雷鳥社　2023年